# Peter Dornberger
Peter Joe Dornberger (* 28. Januar 1945 in London) ist ein deutscher Mediziner und ehemaliger Berliner parteiloser Politiker.

## Leben
Dornberger studierte Medizin an der Berliner Humboldt-Universität und promovierte dort 1980 mit einer Arbeit zur Früherkennung der Zuckerkrankheit.
Nach der deutschen Wiedervereinigung wurde er 1990 auf der Liste der PDS ins Berliner Abgeordnetenhaus gewählt und konnte das Direktmandat für den Wahlkreis Hellersdorf 2 gewinnen. 1994 wechselte er zur Fraktion von Bündnis 90/Die Grünen. Er schied 1995 aus dem Parlament aus und praktizierte danach als Arzt für Allgemeinmedizin und Naturheilverfahren.
Seine Zulassung als praktischer Arzt in Waren (Müritz) endete am 1. Januar 2009.

## Veröffentlichungen
- Arthrose heilen – Wunsch oder Wahrheit, 2005; ISBN 978-3-935659-54-3
- Natur – die größte Apotheke der Welt. Ist die Natur der bessere Arzt?, 2006; ISBN 978-3-935659-49-9